# Ecuadoron punae
Ecuadoron punae är en mångfotingart som beskrevs av Chamberlin 1955. Ecuadoron punae ingår i släktet Ecuadoron och familjen storjordkrypare.
Artens utbredningsområde är Ecuador. Inga underarter finns listade i Catalogue of Life.